# Biolinguistique
 (mai 2010).
La circulation dès 1955 d'un manuscrit inédit du linguiste américain Noam Chomsky, The Logical Structure of Linguistic Theory, (une partie de ce manuscrit ne fut publiée que vingt ans plus tard) marque le déplacement du centre d'intérêt d'un certain nombre de linguistes s'écartant de la linguistique structurale pour aborder un certain nombre de problèmes dans le cadre de ce que l'on peut appeler le point de vue biolinguistique, qui considère alors qu'une grammaire générative donnée représente l'étude d'une ou d'un ensemble de propriétés d'une faculté de langage innée.
Si cette idée est déjà en germe dans un certain nombre d'études sur le langage du rationalisme européen et spécialement français du XVIIe et XVIIIe siècles, redécouvertes et traduites en des termes formels précis, on peut dire qu'un des mérites majeurs de la grammaire générative est d'avoir donné à ces idées classiques un contenu précis et testable.
À la même période, en effet, Eric Lenneberg travaillait sur certains phénomènes qui allaient constituer un certain nombre de champs naturels du programme de recherche biolinguistique tels que la génétique de l'acquisition du langage, les troubles du langage (comme la dyslexie), les enfants-loups, la détermination de la période critique pour l'acquisition du langage, l'étude de jumeaux, et, de problèmes liés à l'évolution du langage.
Ces travaux ont en particulier abouti à la parution du volume édité par Eric Lenneberg Biological Foundations of Language pour lequel Noam Chomsky a contribué à un chapitre intitulé « The Formal Nature of Language ».

## La rencontre de Dedham, le dialogue Piaget-Chomsky et les rapports linguistique-biologie
Cet ensemble de travaux a provoqué une rencontre interdisciplinaire sur les liens entre langage et biologie à Dedham, Massachusetts, en 1974, parrainée par la Fondation Royaumont. Cette réunion organisée par Massimo Piatelli-Palmarini a permis à un certain nombre de chercheurs en biologie et en linguistique de se rencontrer pour discuter de problèmes liés au langage et à l'esprit/cerveau, dialogue correspondant aux vœux formulés par Chomsky et Salvador Luria, Prix Nobel de physiologie ou médecine 1969.
C'est dans les rapports écrits après cette conférence que le terme « biolinguistique » est apparu la première fois. Cette conférence a été suivie par une autre à Paris en 1975 intitulée Ontogenetic and phylogenetic Models of Cognitive Development, elle aussi organisée par Piatelli-Palmarini. Cette conférence à laquelle ont participé Noam Chosmky, Jean Piaget, et de nombreux biologistes tels que Jean-Pierre Changeux, François Jacob et Jacques Monod pour n'en nommer que quelques-uns, a permis d'aborder de nombreux sujets liés à la « biologie du langage ».
Paris a joué à l'époque un rôle important dans la diffusion de la grammaire générative, et a permis la mise en place de l'association Generative Linguistics for the Old World Glow autour de Henk van Riemdijik aux Pays-Bas et de la mise en place d'un colloque annuel.
L'institut de linguistique de la Linguistic Society of America (en) qui se tint à Salzbourg en 1979 eut par exemple pour thème linguistique et biologie. De la même façon, le groupe biolinguistique créé en 1980 à l'école de médecine de Harvard, sous les auspices de Allan Maxam, du laboratoire de biologie moléculaire, a permis de mettre en place un groupe interdisciplinaire dédié à la biologie du langage.
Un certain nombre de conférences et de publications ont plus récemment eu lieu sous les auspices de l'Internationational Biolinguistics Network.

## Le programme biolinguistique
La biolinguistique, ou programme de recherche en biologie du langage pose exactement les mêmes questions que celles qui sont posées dans les autres domaines de la biologie, en particulier les questions concernant les relations entre forme et fonction, et les rapports entre ontogenèse et phylogenèse ; à savoir :
1. Qu'est ce qui constitue le savoir d'une langue ?
2. Comment la langue se développe-t-elle chez l'enfant ?
3. Comment la langue se développe-t-elle dans l'espèce (humaine) ?

Les propriétés du langage acquis semblent résulter de trois facteurs :
- la dotation génétique ;
- l'environnement ;
- un ensemble de principes qui ne sont pas spécifiques à la faculté de langage.

Les propriétés de dessin peuvent en particulier être spécifiques à un domaine particulier ou non. Les propriétés du langage peuvent être spécifiques au langage, ou intervenir dans d'autres domaines cognitifs tels que les mathématiques, la vision, etc. (cf. Hauser, Chomsky and Fitch). Il est nécessaire, pour répondre à ce type de questions, d'étudier les propriétés d'autres systèmes telles que le sens des nombres, et d'étudier les propriétés de systèmes donnés à travers des espèces différentes.
Les questions ci-dessus, y compris l'étude des trois facteurs mis en jeu, sont de fait posées dans le cadre de toute approche biolinguistique de la biologie. Elles constituent le noyau de l'entreprise biolinguistique de ses premiers pas à l'étude du programme minimaliste aujourd'hui . (voir pour différents points de vue, Larson, Deprez & Yamakido (2010)).
La recherche en biolinguistique a en particulier mis en œuvre certaines données issues de différents domaines empiriques tels que : la linguistique théorique (y compris l'étude des universaux et de la grammaire comparée ; de la syntaxe, sémantique, morphologie ; de l'étude de la phonologie ou phonétique acoustique et phonétique articulatoire ; de l'étude de l'acquisition du langage et de la perception, de l'étude du changement linguistique (Radford, Atkinson, Britain Clashen et Spencer (2009), Hogan (2010); de l'étude des micro/macro paramètres (Cinque & Richard S. Kayne dès 2005), de l'étude de langues des signes (Brentari, (in press)), de l'interférence linguistique (Hickey (2010)), des « idiots savants » (Smith & Tsimpli (1995)); des facteurs génétiques dans les troubles du langage (Marcus & Fischer (2003), Fischer & Marcus (2006)) et de l'agrammatisme (Grodzinsky & Amunts (2006)); de la neuro-imagerie du langage et de l'activité électrique du cerveau liée au langage (Stemmer & Whitaker (2008)); de l'étude de patients aux cerveaux déconnectés (Gazzaniga M.S (2005)); de l'éthologie du langage et de l'évolution (Hauser & Fitch (2003)), des modèles mathématiques du langage et de l'étude des systèmes dynamiques mis en cause dans le langage (Niyogi (2006)), etc.

### Ressources
- Biolinguistique, revue publiée en ligne dédiée à la biolinguistique (Site Internet).
- Le Réseau International de Biolinguistique (site Internet) donne des informations sur les projets, conférences et autres activités dans le domaine de la biolinguistique.